# سده پنجم (میلادی)

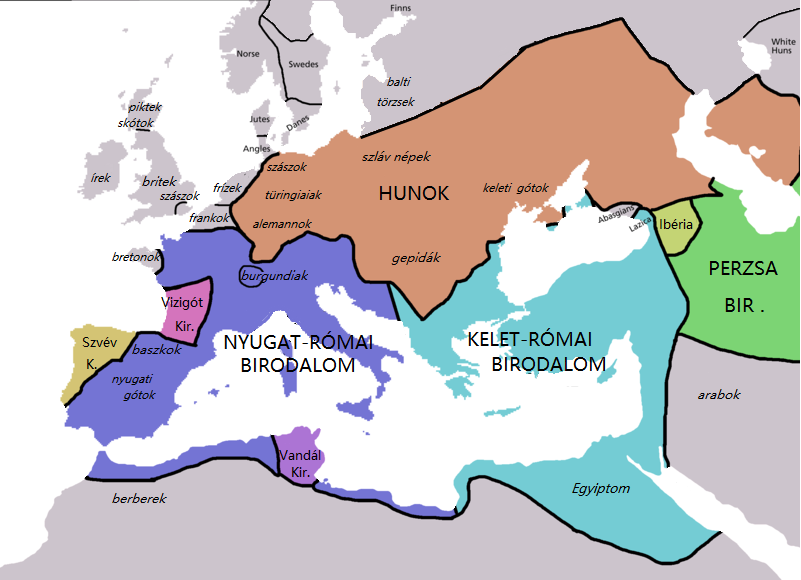
اروپا در سدهٔ پنجم میلادی

سدهٔ ۵ میلادی یا قرن پنجم میلادی، در تقویم گریگوری به فاصلهٔ سال‌های ۴۰۱ تا ۵۰۰ میلادی گفته می‌شود.
| سده‌ها: | سده ۴ - سده ۵ - سده ۶                   |
| دهه‌ها: | ۴۰۰ ۴۱۰ ۴۲۰ ۴۳۰ ۴۴۰ ۴۵۰ ۴۶۰ ۴۷۰ ۴۸۰ ۴۹۰ |

## رویدادها
- ۳۹۹-۴۱۲ - فاژیان راهب بودایی چینی از اقیانوس هند گذشت و سراسر سری‌لانکا و هندوستان را درنوردید تا نوشته‌های آیین بودایی را بیابد.
- ۴۰۶ - هون‌ها، سوئبی‌ها و وندال‌ها از رود یخ‌زده راین در نزدیکی ماینتس گذشتند. این رویداد پایه‌ریز فروپاشی بخش باختری امپراتوری روم بود.
- ۴۱۰ - ویزیگوت‌ها رم را تاراج‌کردند. آگوستین قدیس، کتاب شهر خدا را نوشت.
- ۴۳۹ - وندال‌ها بر کارتاژ چیره‌شدند.
- ۴۴۰ - آنگلوساکسون‌ها در بریتانیا جاگیرشدند.
- ۴۵۱ - هون‌ها به رهبری آتیلا بر سرزمین گل تاختند.
- ۴۵۲ - دیدار پاپ لئوی یکم با آتیلا و قانع‌کردن او برای گذشتن از تاراج رم.
- ۴۵۵ - وندال‌ها رم را تراج کردند.
- ۴۷۶ - کنارگذاشته‌شدن رومولوس آگوستولوس به دست اودوآکر و سقوط امپراتوری روم غربی
- ۴۸۰ (میلادی)؛ مرگ ژولیوس نپوس در دالماتیا، واپسین امپراتور تشریفاتی امپراتوری روم غربی.
- ۴۹۳ (میلادی)؛ تئودوریکِ اوستروگوت اودوآسر را کنار زد تا خود شاه ایتالیا شود.
- ۴۹۴ (میلادی)؛ بخش شمالی سرزمین گل به رهبری کلوویس یکم بنیادگذار دودمان فرانکی مروونژی‌ها یکپارچه‌شد.
- بودایی‌گری به میانمار و اندونزی رسید.
- جاگیرشدن آفریقایی‌ها و اندونزیایی‌ها در ماداگاسکار.
- فرهنگ هوپ‌ول به پایان‌رسید.

## چهره‌های برجسته
- آگاتارکوس هنرمند یونانی
- فلاویوس آییتیوس واپسین ارتشتار بزرگ روم
- آلاریک یکم پادشاه ویزیگوت‌ها
- آتیلا
- آگوستین قدیس
- بودیدارما پایه‌ریز ذن بودایی
- ژان کریزوستوم پاتریارک کنستانتینوپول
- کوریل اسکندریه‌ای پاتریارک اسکندریه
- فاژیان بودایی چینی
- هوپاتیای اسکندریه‌ای زن فیلسوف
- جرمی قدیس زاهد، کشیش و برگرداننده انجیل
- پاپ لئوی یکم
- مسروب قدیس راهب ارمنی
- پاتریک قدیس دین مسیحیت را در ایرلند گستراند
- سوزومن تاریخ‌نویس کلیسایی
- تئودوریک بزرگ پادشاه اوستروگوت‌ها

## یافته‌ها و نوآوری‌ها
- کاربرد خیش سنگین میان اسلاوها
- همه‌گیری کاربرد نعل اسب میان گل‌ها
- ساخت الفبای ارمنی به دست مسروب قدیس

## دهه‌ها و سال‌ها
‎
| هزاره | سده   | سده   | سده   | سده   | سده   | سده   | سده   | سده   | سده   | سده   |
| ----- | ----- | ----- | ----- | ----- | ----- | ----- | ----- | ----- | ----- | ----- |
| ۹ پ‌م: | ۹۰ پ‌م | ۸۹ پ‌م | ۸۸ پ‌م | ۸۷ پ‌م | ۸۶ پ‌م | ۸۵ پ‌م | ۸۴ پ‌م | ۸۳ پ‌م | ۸۲ پ‌م | ۸۱ پ‌م |
| ۸ پ‌م: | ۸۰ پ‌م | ۷۹ پ‌م | ۷۸ پ‌م | ۷۷ پ‌م | ۷۶ پ‌م | ۷۵ پ‌م | ۷۴ پ‌م | ۷۳ پ‌م | ۷۲ پ‌م | ۷۱ پ‌م |
| ۷ پ‌م: | ۷۰ پ‌م | ۶۹ پ‌م | ۶۸ پ‌م | ۶۷ پ‌م | ۶۶ پ‌م | ۶۵ پ‌م | ۶۴ پ‌م | ۶۳ پ‌م | ۶۲ پ‌م | ۶۱ پ‌م |
| ۶ پ‌م: | ۶۰ پ‌م | ۵۹ پ‌م | ۵۸ پ‌م | ۵۷ پ‌م | ۵۶ پ‌م | ۵۵ پ‌م | ۵۴ پ‌م | ۵۳ پ‌م | ۵۲ پ‌م | ۵۱ پ‌م |
| ۵ پ‌م: | ۵۰ پ‌م | ۴۹ پ‌م | ۴۸ پ‌م | ۴۷ پ‌م | ۴۶ پ‌م | ۴۵ پ‌م | ۴۴ پ‌م | ۴۳ پ‌م | ۴۲ پ‌م | ۴۱ پ‌م |
| ۴ پ‌م: | ۴۰ پ‌م | ۳۹ پ‌م | ۳۸ پ‌م | ۳۷ پ‌م | ۳۶ پ‌م | ۳۵ پ‌م | ۳۴ پ‌م | ۳۳ پ‌م | ۳۲ پ‌م | ۳۱ پ‌م |
| ۳ پ‌م: | ۳۰ پ‌م | ۲۹ پ‌م | ۲۸ پ‌م | ۲۷ پ‌م | ۲۶ پ‌م | ۲۵ پ‌م | ۲۴ پ‌م | ۲۳ پ‌م | ۲۲ پ‌م | ۲۱ پ‌م |
| ۲ پ‌م: | ۲۰ پ‌م | ۱۹ پ‌م | ۱۸ پ‌م | ۱۷ پ‌م | ۱۶ پ‌م | ۱۵ پ‌م | ۱۴ پ‌م | ۱۳ پ‌م | ۱۲ پ‌م | ۱۱ پ‌م |
| ۱ پ‌م: | ۱۰ پ‌م | ۹ پ‌م  | ۸ پ‌م  | ۷ پ‌م  | ۶ پ‌م  | ۵ پ‌م  | ۴ پ‌م  | ۳ پ‌م  | ۲ پ‌م  | ۱ پ‌م  |
| ۱:    | ۱     | ۲     | ۳     | ۴     | ۵     | ۶     | ۷     | ۸     | ۹     | ۱۰    |
| ۲:    | ۱۱    | ۱۲    | ۱۳    | ۱۴    | ۱۵    | ۱۶    | ۱۷    | ۱۸    | ۱۹    | ۲۰    |
| ۳:    | ۲۱    | ۲۲    | ۲۳    | ۲۴    | ۲۵    | ۲۶    | ۲۷    | ۲۸    | ۲۹    | ۳۰    |
| ۴:    | ۳۱    | ۳۲    | ۳۳    | ۳۴    | ۳۵    | ۳۶    | ۳۷    | ۳۸    | ۳۹    | ۴۰    |